# Clásica San Sebastián
A Clásica San Sebastián egy  egynapos országúti kerékpárverseny Spanyolországban. A versenyt minden év júliusának végén vagy augusztusban rendezik meg, része az UCI World Tour versenysorozatnak. A verseny Spanyolország legfontosabb egynapos országútikerékpár-versenye, presztízsét tekintve közvetlenül a klasszikus Monumentum versenyek mögött áll.

## Útvonal
A verseny San Sebastián környékén zajlik. A versenyzőknek jellemzően mintegy 230 kilométert kell tekerniük, a cél hagyományosan San Sebastiánban van.

## Dobogósok
| Év   | Győztes                        | Második                 | Harmadik              |         |
| ---- | ------------------------------ | ----------------------- | --------------------- | ------- |
| 1981 | Marino Lejarreta               | Graham Jones            | Faustino Rupérez      |         |
| 1982 | Marino Lejarreta               | Jesús Rodríguez Magro   | Pedro Delgado         |         |
| 1983 | Claude Criquielion             | Antonio Coll            | Reimund Dietzen       |         |
| 1984 | Niki Rüttimann                 | Reimund Dietzen         | Celestino Prieto      |         |
| 1985 | Adrie van der Poel             | Iñaki Gastón            | Juan Fernández Martín |         |
| 1986 | Iñaki Gastón                   | Marino Lejarreta        | Juan Fernández Martín |         |
| 1987 | Marino Lejarreta               | Ángel Arroyo            | Federico Echave       |         |
| 1988 | Gert-Jan Theunisse             | Enrique Aja             | Steven Rooks          |         |
| 1989 | Gerhard Zadrobilek             | Francisco Antequera     | Tony Rominger         |         |
| 1990 | Miguel Indurain                | Laurent Jalabert        | Sean Kelly            |         |
| 1991 | Gianni Bugno                   | Pedro Delgado           | Maurizio Fondriest    |         |
| 1992 | Raúl Alcalá                    | Claudio Chiappucci      | Eddy Bouwmans         |         |
| 1993 | Claudio Chiappucci             | Gianni Faresin          | Alberto Volpi         |         |
| 1994 | Armand de Las Cuevas           | Lance Armstrong         | Stefano Della Santa   |         |
| 1995 | Lance Armstrong                | Stefano Della Santa     | Johan Museeuw         |         |
| 1996 | Udo Bölts                      | Stefano Cattai          | Massimo Podenzana     |         |
| 1997 | Davide Rebellin                | Olekszandr Honcsenkov   | Stefano Colagè        |         |
| 1998 | Francesco Casagrande           | Axel Merckx             | Leonardo Piepoli      |         |
| 1999 | Francesco Casagrande           | Rik Verbrugghe          | Giuliano Figueras     |         |
| 2000 | Erik Dekker                    | Andréi Chmil            | Romāns Vainšteins     |         |
| 2001 | Laurent Jalabert               | Francesco Casagrande    | Davide Rebellin       |         |
| 2002 | Laurent Jalabert               | Igor Astarloa           | Gabriele Missaglia    |         |
| 2003 | Paolo Bettini                  | Ivan Basso              | Danilo Di Luca        |         |
| 2004 | Miguel Ángel Martín Perdiguero | Paolo Bettini           | Davide Rebellin       |         |
| 2005 | Constantino Zaballa            | Joaquim Rodríguez       | Eddy Mazzoleni        |         |
| 2006 | Xavier Florencio               | Stefano Garzelli        | Andrey Kashechkin     |         |
| 2007 | Leonardo Bertagnolli           | Juan Manuel Gárate Cepa | Alejandro Valverde    |         |
| 2008 | Alejandro Valverde             | Alekszandr Kolobnyev    | Davide Rebellin       |         |
| 2009 | Roman Kreuziger                | Mickaël Delage          | Peter Velits          |         |
| 2010 | Luis León Sánchez              | Alekszandr Vinokurov    | Carlos Sastre         |         |
| 2011 | Philippe Gilbert               | Carlos Barredo          | Greg Van Avermaet     |         |
| 2012 | Luis León Sánchez              | Simon Gerrans           | Gianni Meersman       |         |
| 2013 | Tony Gallopin                  | Alejandro Valverde      | Roman Kreuziger       |         |
| 2014 | Alejandro Valverde             | Bauke Mollema           | Joaquim Rodríguez     |         |
| 2015 | Adam Yates                     | Philippe Gilbert        | Alejandro Valverde    |         |
| 2016 | Bauke Mollema                  | Tony Gallopin           | Alejandro Valverde    |         |
| 2017 | Michał Kwiatkowski             | Tony Gallopin           | Bauke Mollema         |         |
| 2018 | Julian Alaphilippe             | Bauke Mollema           | Anthony Roux          |         |
| 2019 | Remco Evenepoel                | Greg Van Avermaet       | Marc Hirschi          |         |
| 2020 | törölve                        | törölve                 | törölve               | törölve |
| 2021 | Neilson Powless                | Matej Mohorič           | Mikkel Frølich Honoré |         |
| 2022 | Remco Evenepoel                | Pavel Szivakov          | Tiesj Benoot          |         |
| 2023 | Remco Evenepoel                | Pello Bilbao            | Alekszandr Vlaszov    |         |
| 2024 | Marc Hirschi                   | Julian Alaphilippe      | Lennert Van Eetvelt   |         |

## Külső hivatkozások
- Hivatalos honlap